# Menologion

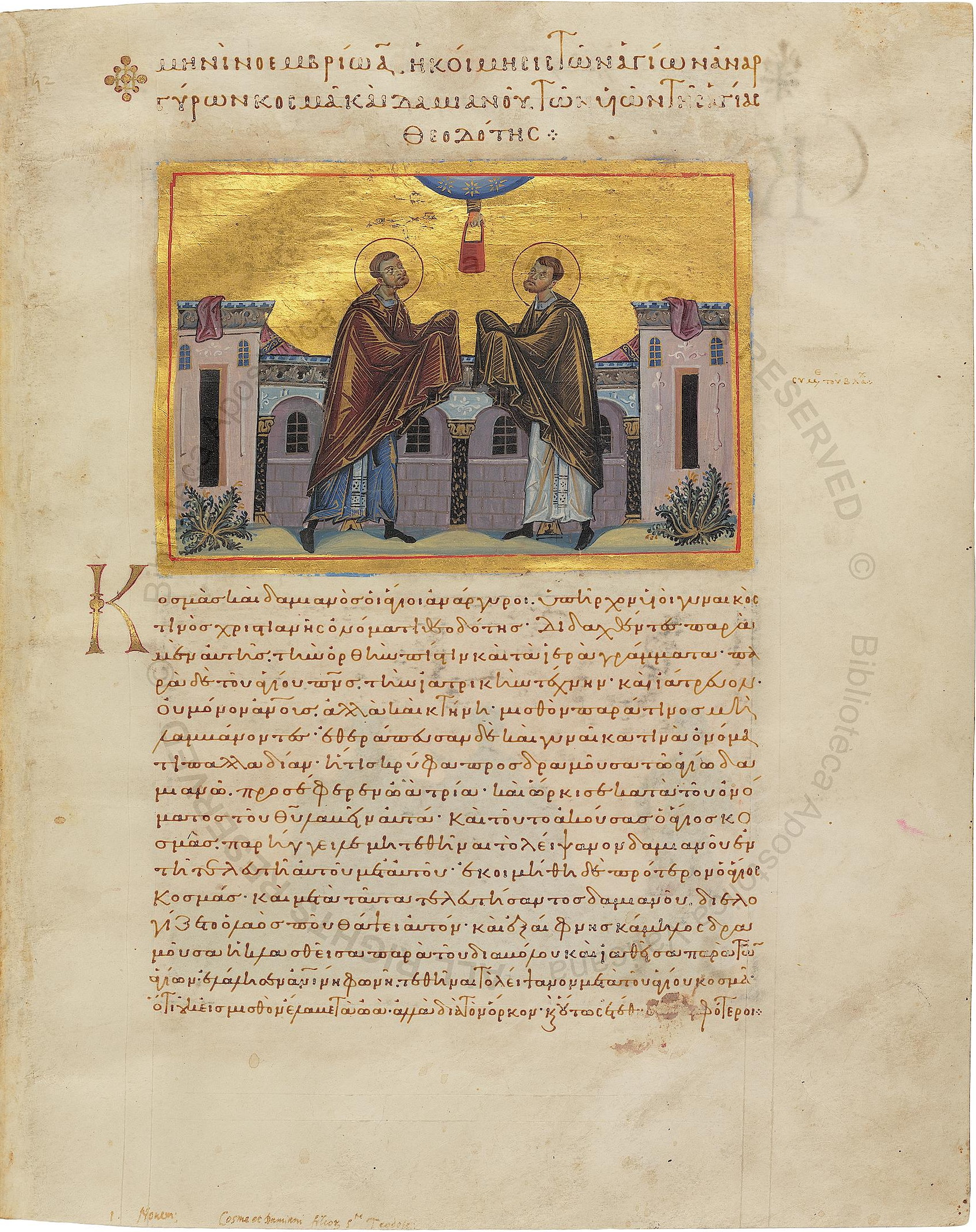
Menologion Basileios’ II.

Menologion oder Menologium (griechisch μηνολόγιον, kirchenslawisch мѣсяцесло́въ, lateinisch menologium, deutsch Monatsbuch) bezeichnet in erster Linie eine Sammlung ausführlicher Heiligenleben (Viten), die in der Abfolge der Monate jeweils nach den Daten der betreffenden Fest- und Gedenktage in den orthodoxen und katholischen Ostkirchen geordnet ist. 
Eine Nebenform solcher Menologien mit Heiligenleben in Kurzform nennt man genauer Synaxarion (Beispiel: Menologion Basileios’ II.).
In den Handschriften begegnet Menologion daneben auch als ein Name von liturgischen Perikopenlisten, zum Teil in gleicher Bedeutung wie Synaxarion. In der neutestamentlichen Textforschung werden speziell die fest nach den liturgischen Kalenderdaten geordneten Listen als Menologien bezeichnet, in der Liturgiewissenschaft zur Unterscheidung von den gleichnamigen hagiographischen Sammlungen menologia minora (kleine Menologien) genannt. Verzeichnisse von kultischen Begehungen im „beweglichen“ Kirchenjahr heißen dann Synaxarien oder synaxaria minora (kleine Synaxarien).